# Pfarrkirche Stössing

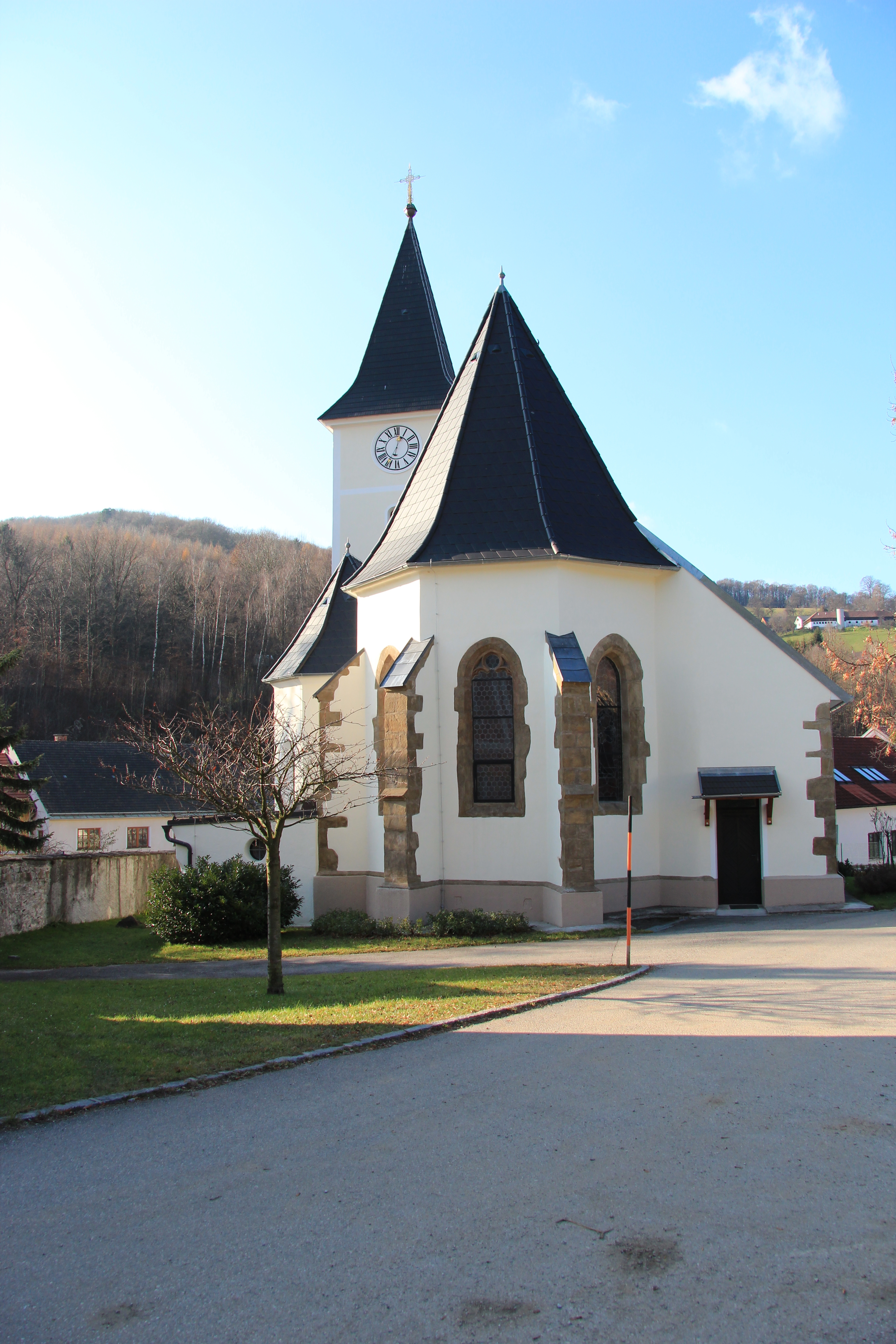
Pfarrkirche Stössing

Die römisch-katholische Pfarrkirche Stössing steht erhöht inmitten der Gemeinde Stössing im Bezirk St. Pölten-Land in Niederösterreich. Die dem Patrozinium des Heiligen Ägidius unterstellte Pfarrkirche gehört zum Dekanat Neulengbach in der Diözese St. Pölten. Die Kirche und der Friedhof stehen unter Denkmalschutz (Listeneintrag).

## Geschichte
Urkundlich 1248 eine Filiale der Pfarrkirche Böheimkirchen und 1265 eine Filiale der Pfarrkirche Kasten bei Böheimkirchen. 1783 wurde die Kirche zur Pfarrkirche erhoben. 1980 wurde sie innen restauriert.

## Architektur
Der im Kern mittelalterliche Kirchenbau als Wehrkirche hat im Süden eine erhaltene ehemalige Friedhofsmauer.
Die Kirche ist ein Langhaus mit schlichten Fassaden unter zwei unterschiedlich hohen Satteldächern. Der Hauptchor hat Strebepfeiler und Spitzbogenfenster teils mit Maßwerkresten. In der Verlängerung des Südschiffes steht ein mächtiger Westturm mit Schlitzluken und rundbogigen Schallfenstern, er trägt einen steilen Pyramidenhelm von 1926. Am Hauptchor steht südlich ein flach gedeckter Anbau aus dem 20. Jahrhundert. Die im 15. Jahrhundert im Norden angebaute Sakristeianbau wurde im 17. Jahrhundert nach Osten erweitert.
Innen besteht die Kirche aus einem saalartigen Hauptschiff unter einer ornamentierten Holzbalkendecke aus den Jahren 1925/1926 und einen an der Südseite zweijochig durch eine Spitzbogenarkade angebundenen Nebenchor östlich des Turms. Sie hat ein Netzrippengewölbe auf Konsolen. Die hölzerne Empore auf Pfeilerstützen entstand um 1920/1925. Der Triumphbogen ist spitzbogig. Der einjochige etwas erhöhte Hauptchor mit einem Fünfachtelschluss hat ein Kreuzrippengewölbe und einen Fünfachtelschluss. In der Südwand des Nebenchors befindet sich eine zweiteilige spitzbogige Sessionsnische, in der Nordwand des Hauptchors eine rechteckige spätgotische Sakramentsnische mit einer profilierten Rahmung sowie ein Schulterportal zur kreuzgratgewölbten Sakristei.
Die Glasmalereien im Chor aus dem Jahr 1914 zeigen die Heiligen Josef und Maria und Antonius.

## Einrichtung
Die zwei neugotischen Nischenretabel schuf der Tischler Leopold Hofer 1902.
Der Hochaltar trägt die Statuen Gottvater flankiert von den Heiligen Florian und Rochus und in den Ziborienaufsätzen das Herz Jesu flankiert von den Heiligen Wendelin und Leonhard. Der Seitenaltar trägt die Figurengruppe Rosenkranzmadonna mit den seitlichen Heiligen Dominikus und Katharina von Siena.
Die qualitätsvolle Hängekanzel aus dem Ende des 18. Jahrhunderts zeigt am Korb das Relief Reicher Fischfang und Sündenfall.
Die Orgel baute Josef Diethard Pemmer 1995.